# Мідгард

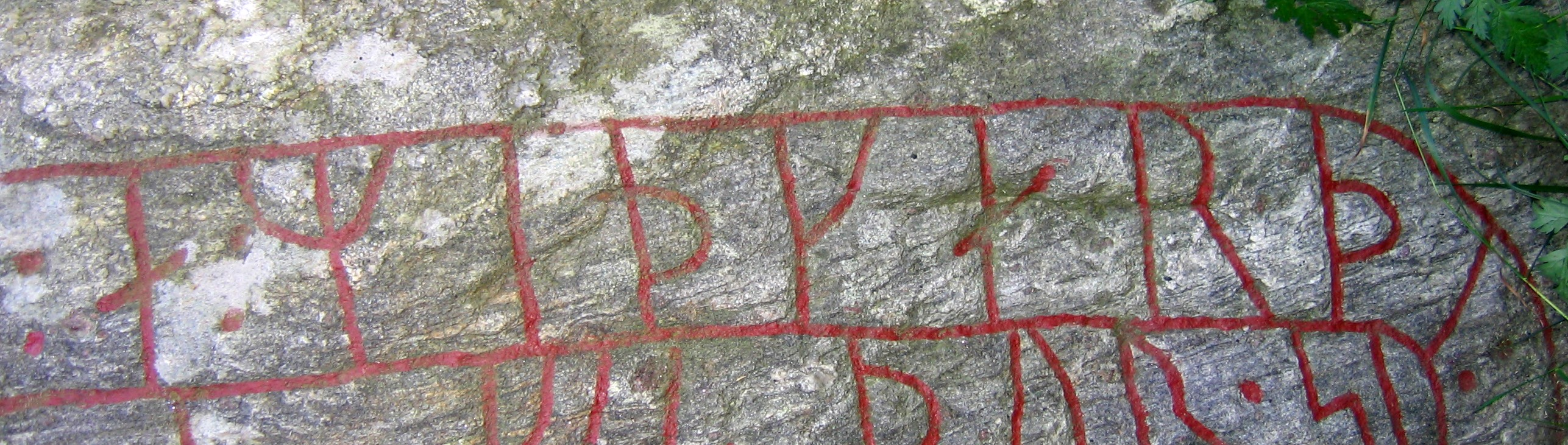
Руни a: miþkarþi (давньоскандинавською — à Miðgarði) означають «в Мідгарді» — «в серединному світі», знайдені на рунічному камені Fyrby (номер в каталозі Sö 56) в провінції Седерманланд, Швеція.

Мідга́рд (давньоскан. Miðgarðr) — «серединна земля» в скандинавській міфології; світ, населений людьми.
За легендами Одін, Вілі та Ве створили Мідгард із плоті Іміра, а потім відгородили повіками Іміра від інших світів. Навколо Мідгарда розташований світовий океан, який неможливо перетнути і в якому живе великий морський змій Йормунганд. Мідгард з'єднаний з Асгардом (країною асів) веселковим мостом — Біфрестом.
Мідгард буде зруйнований тоді, коли станеться Рагнарок — остання битва світу.
У фізичному плані Мідгард інколи ототожнюють з планетою Земля.

## Етимологія
Ця назва зустрічається в давньонорвезькій літературі як давньоскан. Miðgarðr. У старосаксонському Геліанді він виступає як Мідільгард, а в давньоверхньонімецькому вірші «Муспіллі» він з'являється як давн.в-нім. Mittilagart. Готський варіант Midjungards зустрічається в Євангелії від Луки як переклад грец. οἰκουμένη. Слово присутнє в давньоанглійському епосі і поезії як Middangeard; пізніше перетворилося на Middellærd або Mittelerde («Середзем'я») у середньоанглійській літературі.
Всі ці форми походять від прагерм. *midja-gardaz (*meddila-, *medjan-), утвореного від *midja- «середній» і *gardaz («двір, корпус»). У ранній німецькій космології термін пов'язувався з германським словом «світ» (давн-англ. weorold, ст.-ниж.-нім. werold, давн.в-нім. weralt, ст.-фриз. warld і дав.-сканд. verǫld), з прагерм. сполучення *wira-alđiz — «вік людей».

## Виникнення Мідгарду
Німецько-скандинавська космогонія змальовує циклопічний процес створення космосу зі світової безодні Гіннунгагап (давньоісл. «Зяюча безодня»), коли зі змішання іскор вогню з царства Муспельгейм і льоду з царства Ніфльгейм виникла перша в світі жива істота — Імір. Саме з його тіла, брати-боги Одін, Вілі, Ве, які виникли набагато пізніше, створили «свій» світ: плоску землю, небо і Йотунгейм, заморське королівство велетнів — Йотун. Створивши людей, боги поселили їх на землі, в серединному світі, який огородили від Йотуну стіною, виготовленої з повік вбитого ними Іміра. Так земля і отримала ім'я Мідгард. До Мідгарда боги проявляли прихильність і з'єднали його з небом райдужним мостом, якому дали ім'я Біфрест (давньоісл. «Веселка»)[джерело?].

## Особливості
Мідгард відгороджений від інших світів не тільки стіною з повік Іміра. Розташований на плоскому колі, він оточений водами світового океану, на дні якого лежить Йормунганд, один із синів Локі — Світовий змій, котрий окільцював землю і тримає в зубах власний хвіст (одна з варіацій образу Уробороса, одного з найдавніших і складних езотеричних символів євразійської культури).
Таке сусідство — не стільки захист для Мідгарда, скільки страшна небезпека, від якої світ людей намагається захищати грізний бог Тор (давньоісл. «Грім»). Спливши в кінці часів з Світового океану, Йормунганд викличе згубні повені, настане трирічна зима — (фімбульвінтер), Сонце згасне, зірки попадають з неба; між богами і велетнями відбудеться остання битва — Рагнарок (давньоісл. Ragnarök); боги переможуть чудовиськ і Йотунів, але й самі загинуть. Впаде Іггдрасілль (священний ясен, Світове дерево) і обрушить небо; вогненний меч велетня Сурта спалить світ і Мідгард зануриться в хвилі світового океану. Так розповідає поема «Одкровення Вельви» (інакше — «Пророцтво Вельви», Völuspá), переказана Сноррі Стурлусоном в його «Колі земному» (XIII століття).
Втім, це не кінець Мідгарду. Нова земля відродиться з хвиль світового океану, над нею пануватимуть боги, які не вчинили клятвопорушень і помилок, на ній житимуть нові, щасливі люди в любові, мирі та достатку[джерело?].

## Аналогії в сучасній культурі
- Від слова «Мідгард» Джон Рональд Руел Толкін запозичив назву «Середзем'я», переклавши його на англійську.
- У консольній грі Final Fantasy VII Мідгардом називають місто, звідки починається подорож героя. Цікавим фактом є те, що на світовій карті Мідгард розташований у самому її центрі. Крім того, в грі є місто Nibelheim.
- У комп'ютерній грі Ex Machina Мідгард — це технологічне місто.
- Мідгард — держава, в якій відбуваються дії ігор Magicka і Magicka 2.
- Дії комп'ютерної гри God Of War частково розгортаються в Мідгарді.
- В романі Генрі Лайона Олді «Дорога» Мідгардом названо світ, де живуть смертні і біси.